# José Behar
José Behar é um executivo cubano de música. Behar chefiou o EMI Latin e Univision Music Group. Ele é conhecido por ter contratado Selena. Depois de deixar a EMI, Behar foi nomeado para dirigir a Univision em 2001.

## História com Selena
Ele assistiu a apresentação de Selena no Prêmio de Música Tejana de 1989. Behar estava procurando por novos artistas latinos e queria assinar com Selena para o selo da EMI. Behar pensou que havia descoberto a "próxima Gloria Estefan". Selena escolheu a oferta da EMI Latin por causa do potencial para um futuro lançamento de transição ao mercado pop de língua inglesa, e por se tornar a primeira artista latina a assinar com a gravadora. Antes de Selena começar a gravar seu álbum de estreia, Selena, Behar e Stephen Finfer solicitaram um álbum de trasição para a cantora. Em 1995, Selena foi contratadaa. Behar disse depois de sua morte: "Ela teria estado lá em cima com as Janets e as Madonnas." Em julho de 1995, o álbum póstumo da cantora, Dreaming of You, estreou na liderança da tabela americana Billboard 200. Sobre isso Behar disse: "É sobre isso que o sonho era em 1989. Ver tudo se concretizar é tremendo."